# 4 × 400-meterløb (atletik)
4 × 400-meterløb er en atletikdisciplin, der er et stafetløb bestående af fire løbere, der hver skal løbe 400 meter, svarende til én omgang på et normalt atletikstadion. Løberne skal holde bane på de første 500 meter, og startstederne er derfor forskudt lidt længere i forhold til hinanden end ved individuelle 400-meter-løb. Efter de første 500 meter trækker løberne typisk ind til siden mod stadions midte.
Depechen  er en kort stang, der af de tre første løbere overdrages til deres  efterfølgere i skiftezoner, der er 20 m lange. Ved det første skift, hvor der stadig skal holdes bane, står andenløberen klar i sit holds bane, men ved de øvrige skifter gør modtagerne sig klar i nærheden af inderbanen, idet de dog ikke må komme i vejen for eventuelle hurtigere modstandere. I skiftezonen kommer  modtageren op i fart, så overdragelsen af depechen kan ske i en  situation, hvor begge løberne har tilnærmelsesvist samme fart og derved  kan sikre en samlet god tid.  Sammenlignet med 4 × 100-meterløb, hvor accelerationsfasen er af større betydning, er de bedste 4 × 400-metertider ikke bedre end fire gange de bedste tider for 400-meter-løb. En anden forskel mellem de to stafetdistancer er, at modtageren i 4 × 400-meterløbet normalt vil se sig tilbage, idet den løber, der afleverer depechen, ofte vil være lidt træt, så modtageren er nødt til at se efter, hvor depechen præcist er; på 4 × 100 meter indøves skiftet så grundigt, at modtageren ikke behøver at se sig tilbage. Der sker dog jævnligt fejl i overdragelsen af depechen på 4 × 100 meter med diskvalifikation eller dårlig tid til følge, hvilket ikke nær så ofte er tilfældet på 4 × 400 meter.
En række af verdens bedste 4 × 400-meterresultater er opnået af amerikanske  hold. Men i årenes løb har lande som Jamaica (1950'erne) eller Storbritannien (1990'erne) vist gode resultater hos mændene. Hos kvinderne er det især russiske/sovjetiske hold, der har haft de bedste resultater.
4 x 400-meterløb blandet hold er en variant af 4 × 400-meterløb med 2 mænd og 2 kvinder på hvert hold.

## Rekorder

### Mænd
Siden IAAF's dannelse har organisationen registreret 15 verdensrekorder for mænd.Verdensrekordens udvikling siden 1912 ("y" efter tiden betyder, at der blev løbet 4 × 440 yards, hvilket er blevet anerkendt som 4 × 400 meter):
| Tid     | Auto    | Hold                    | Nationalitet | Løbssted             | Dato              |
| ------- | ------- | ----------------------- | ------------ | -------------------- | ----------------- |
| 3:18.2y |         | En irsk-amerikansk klub | USA          | New York City, USA   | 4. september 1911 |
| 3:16.6  |         | USA                     | USA          | Stockholm, Sverige   | 15. juni 1912     |
| 3:16.0  |         | USA                     | USA          | Paris, Frankrig      | 13. juli 1924     |
| 3:14.2  |         | USA                     | USA          | Amsterdam, Holland   | 5. august 1928    |
| 3:13.4y |         | USA                     | USA          | London, England      | 11. august 1928   |
| 3:12.6y |         | Stanford University     | USA          | Fresno, USA          | 8. maj 1931       |
| 3:08.2  |         | USA                     | USA          | Los Angeles, USA     | 7. august 1932    |
| 3:03.9  | 3:04.04 | Jamaica                 | Jamaica      | Helsingfors, Finland | 27. juli 1952     |
| 3:02.2  | 3:02.37 | USA                     | USA          | Rom, Italien         | 8. september 1960 |
| 3:00.7  |         | USA                     | USA          | Tokyo, Japan         | 21. oktober 1964  |
| 2:59.6  |         | USA                     | USA          | Los Angeles, USA     | 24. juli 1966     |
| 2:56.2  | 2:56.16 | USA                     | USA          | Mexico City, Mexico  | 20. oktober 1968  |
| 2:56.16 | -       | USA                     | USA          | Seoul, Sydkorea      | 1. oktober 1988   |
| 2:55.74 | -       | USA                     | USA          | Barcelona, Spanien   | 8. august 1992    |
| 2:54.29 | -       | USA                     | USA          | Stuttgart, Tyskland  | 22. august 1993   |

Rekorder for de enkelte verdensdele:
| Tid     | Auto | Verdensdel     | Nationalitet   | Løbssted            | Dato               |
| ------- | ---- | -------------- | -------------- | ------------------- | ------------------ |
| 2:54.29 |      | Nordamerika    | USA            | Stuttgart, Tyskland | 22. august 1993    |
| 2:56.60 |      | Europa         | Storbritannien | Atlanta, USA        | 3. august 1996     |
| 2:56.75 |      | Centralamerika | Jamaica        | Athen, Grækenland   | 10. august 1997    |
| 2:58.56 |      | Sydamerika     | Brasilien      | Winnipeg, Canada    | 30. juli 1999      |
| 2:58.68 |      | Afrika         | Nigeria        | Sydney, Australien  | 30. september 2000 |
| 2:59.70 |      | Oceanien       | Australien     | Los Angeles, USA    | 11. august 1984    |
| 3:00.76 |      | Asien          | Japan          | Atlanta, USA        | 3. august 1996     |

Dansk rekord: 3:07.67, landsholdet (K. Haagensen, C. Birk, E. Gatzwiller, W. Kipketer, Sevilla, Spanien, 23. juni 2002

### Kvinder
Rekorder for de enkelte verdensdele:
| Tid     | Auto | Verdensdel     | Nationalitet  | Løbssted             | Dato               |
| ------- | ---- | -------------- | ------------- | -------------------- | ------------------ |
| 3:15.17 |      | Europa         | Sovjetunionen | Seoul, Sydkorea      | 1. oktober 1988    |
| 3:15.51 |      | Nordamerika    | USA           | Seoul, Sydkorea      | 1. oktober 1988    |
| 3:19.73 |      | Centralamerika | Jamaica       | Osaka, Japan         | 2. september 2007  |
| 3:21.04 |      | Afrika         | Nigeria       | Atlanta, USA         | 3. august 1996     |
| 3:23.81 |      | Oceanien       | Australien    | Sydney, Australien   | 30. september 2000 |
| 3:24.28 |      | Asien          | Kina          | Beijing, Kina        | 13. september 1993 |
| 3:26.82 |      | Sydamerika     | Brasilien     | Helsingfors, Finland | 13. august 2005    |

Dansk rekord: 3:36.2, landsholdet (B. Jennes, K. Høiler, A. Lund, A. Damm Olesen), Athen, Grækenland, 19. september 1969